# Geumjeong-myeon
Geumjeong-myeon (koreanska: 금정면) är en socken i kommunen Yeongam-gun i provinsen Södra Jeolla i den sydvästra delen av Sydkorea, 300 km söder om huvudstaden Seoul.